# Liste der Kulturdenkmäler in Linden (Hessen)
Die folgende Liste enthält die in der Denkmaltopographie ausgewiesenen Kulturdenkmäler auf dem Gebiet  der  Stadt Linden, Landkreis Gießen, Hessen.
Hinweis: Die Reihenfolge der Denkmäler in dieser Liste orientiert sich zunächst an Stadtteilen und anschließend der Anschrift, alternativ ist sie auch nach der Bezeichnung, der vom Landesamt für Denkmalpflege vergebenen Nummer oder der Bauzeit sortierbar.
Kulturdenkmäler werden fortlaufend im Denkmalverzeichnis des Landes Hessen durch das Landesamt für Denkmalpflege Hessen auf Basis des Hessischen Denkmalschutzgesetzes (HDSchG) geführt. Die Schutzwürdigkeit eines Kulturdenkmals hängt nicht von der Eintragung in das Denkmalverzeichnis des Landes Hessen oder der Veröffentlichung in der Denkmaltopographie ab.

Das Vorhandensein oder Fehlen eines Objekts in dieser Liste ist keine rechtsverbindliche Auskunft darüber, ob es Kulturdenkmal ist oder nicht: Diese Liste entspricht möglicherweise nicht dem aktuellen Stand der offiziellen Denkmaltopographie. Diese ist für Hessen in den entsprechenden Bänden der Denkmaltopographie Bundesrepublik Deutschland und im Internet unter DenkXweb – Kulturdenkmäler in Hessen einsehbar. Auch diese Quellen sind, obwohl sie durch das Landesamt für Denkmalpflege Hessen aktualisiert werden, nicht immer aktuell, da es im Denkmalbestand immer wieder Änderungen gibt.
Eine verbindliche Auskunft erteilt allein das Landesamt für Denkmalpflege Hessen.
Nutze diese Kartenansicht, um Koordinaten in der Liste zu setzen. In dieser Kartenansicht sind Kulturdenkmale ohne Koordinaten mit einem roten bzw. orangen Marker dargestellt und können in der Karte gesetzt werden. Kulturdenkmale ohne Bild sind mit einem blauen bzw. roten Marker gekennzeichnet, Kulturdenkmale mit Bild mit einem grünen bzw. orangen Marker.

## Kulturdenkmäler nach Ortsteilen

### Großen-Linden
| Bild           | Bezeichnung                        | Lage | Beschreibung | Bauzeit                                         | Objekt-Nr. |
| -------------- | ---------------------------------- | --- | --- | ----------------------------------------------- | ---------- |
| weitere Bilder | Gesamtanlage historischer Ortskern | Großen-Linden, Bahnhofstr. 1-7, 2-6, Falltorstr. 1-9, Frankfurter Straße 13-67, 71-83, 24-62, Hüttenberger Straße 2, Junkergasse 7, 11-15, 2-12, 20-22, Nebengasse 1-11, 2-10, Obergasse 1-41, 12-36 Lage | Teile des Ortskerns, der ehemals durch Wallgraben und fünf Tore befestigt war, in der Mitte Kirchhof mit Kirche und Rathaus                                                                            |                                                 | 48474 DDB  |
| weitere Bilder | Sachgesamtheit Jüdischer Friedhof  | Großen-Linden, Luhweg Lage | Nur teilweise erhalten, bis ins 19. Jahrhundert Begräbnisplatz für Juden aus Gießen und 22 anderen Gemeinden, etwa 90 Grabsteine erhalten                                                              | 1637                                            | 48475 DDB  |
| weitere Bilder | Luhmühle                           | Großen-Linden, Auf der Luh 5 LageFlur: 6, Flurstück: 23 | Fachwerkwohnhaus, in den Hang gebauter Keller | 1707                                            | 48477 DDB  |
| weitere Bilder | Ehemalige Kleinkinderschule        | Großen-Linden, Bahnhofstraße 2a LageFlur: 1, Flurstück: 196/1 | Klinkergebäude mit spätromanischem Nischenportal vom alten Rathaus | 1895                                            | 48478 DDB  |
| weitere Bilder | Altes Pfarrhaus                    | Großen-Linden, Bahnhofstraße 3 LageFlur: 1, Flurstück: 226 | Ältestes Pfarrhaus in Hessen, hochaufragender Fachwerkbau in Ständer- und Rähmbauweise | Um 1470                                         | 48479 DDB  |
| weitere Bilder | Zweites Pfarrhaus                  | Großen-Linden, Bahnhofstraße 5 LageFlur: 1, Flurstück: 224/2 | Fachwerkhaus mit symmetrischem Fachwerk | 1710                                            | 48480 DDB  |
| weitere Bilder |                                    | Großen-Linden, Bahnhofstraße 10 LageFlur: 1, Flurstück: 99/1 | Verputztes Fachwerkwohnhaus, überbautes Tor | 17. Jahrhundert, 19. Jahrhundert (Tor)          | 48482 DDB  |
| weitere Bilder | Hüttenberger Tor                   | Großen-Linden, Bahnhofstraße 12 LageFlur: 1, Flurstück: 98/1 | Hüttenberger Tor | 1800 (Inschrift)                                | 48483 DDB  |
| weitere Bilder |                                    | Großen-Linden, Bahnhofstraße 44 LageFlur: 1, Flurstück: 620 | Repräsentatives Klinker-Eckhaus, Walmdachgiebel links, Stufengiebel rechts | 1901 (Inschrift), Historismus                   | 48484 DDB  |
| weitere Bilder |                                    | Großen-Linden, Bahnhofstraße 48 LageFlur: 1, Flurstück: 619 | Klinkerbau, mittiges Zwerchhaus, Zierelemente | 1899 (Datierung im Sockel)                      | 48485 DDB  |
| weitere Bilder |                                    | Großen-Linden, Bahnhofstraße 73 LageFlur: 1, Flurstück: 516/4 | Fachwerkwohnhaus, zweigieblig, dreiseitiger Erker | Spätgründerzeitlich                             | 48486 DDB  |
| weitere Bilder | Ehemaliges Wasserhaus              | Großen-Linden, Bahnhofstraße 82 LageFlur: 1, Flurstück: 669/4 | Hochaufragender Bau, Mansardengiebel auf kubischer Grundgestalt | 1907                                            | 48487 DDB  |
| weitere Bilder | Hüttenberger Tor                   | Großen-Linden, Falltorstraße 1 LageFlur: 5, Flurstück: 219 | Hüttenberger Tor | 1732 (Inschrift)                                | 48488 DDB  |
| weitere Bilder |                                    | Großen-Linden, Falltorstraße 6 LageFlur: 5, Flurstück: 251 | Fachwerkwohnhaus, altertümliche Fachwerkkonstruktionen | 16. Jahrhundert                                 | 48489 DDB  |
| weitere Bilder |                                    | Großen-Linden, Falltorstraße 7 LageFlur: 5, Flurstück: 222 | Fachwerkwohnhaus, Anbau mit überbauter Hofeinfahrt | 17. Jahrhundert, 18. Jahrhundert (Anbau)        | 48490 DDB  |
| weitere Bilder | Hüttenberger Tor                   | Großen-Linden, Falltorstraße 9 LageFlur: 5, Flurstück: 223/3 | Hüttenberger Tor | 1746 (Inschrift)                                | 48491 DDB  |
| weitere Bilder |                                    | Großen-Linden, Frankfurter Straße 13 LageFlur: 5, Flurstück: 205/4 | Fachwerkwohnhaus | Um 1700                                         | 48492 DDB  |
| weitere Bilder |                                    | Großen-Linden, Frankfurter Straße 15-17 LageFlur: 5, Flurstück: 206, 204 | Fachwerkdoppelhaus, Freitreppe | Frühes 18. Jahrhundert                          | 48493 DDB  |
| weitere Bilder |                                    | Großen-Linden, Frankfurter Straße 32 LageFlur: 2, Flurstück: 152/2 | Hofanlage, Fachwerkwohnhaus, Hüttenberger Tor, Wirtschaftsgebäude | Um 1800, 1809 (Inschrift Tor)                   | 48494 DDB  |
| weitere Bilder |                                    | Großen-Linden, Frankfurter Straße 33-35 LageFlur: 5, Flurstück: 216, 217 | Fachwerkdoppelwohnhaus, Zwerchhaus zum Hof |                                                 | 48495 DDB  |
| weitere Bilder |                                    | Großen-Linden, Frankfurter Straße 37 LageFlur: 5, Flurstück: 218/1 | Fachwerkwohnhaus, Mannfiguren, Toranlage | 1712, 1717 (Tor)                                | 48496 DDB  |
| weitere Bilder | Rathaus                            | Großen-Linden, Frankfurter Straße 42 LageFlur: 1, Flurstück: 200/1 | Ehemaliges Amtshaus des Amtes Hüttenberg, spätromanische Nischenportale, Fachwerkaufsatz, acht Kelleranlagen, Treppenaufgänge                                                                          | Älteste Teile 13. Jahrhundert, 1611 (Aufsatz)   | 48497 DDB  |
| weitere Bilder | „Scholtese Haus“                   | Großen-Linden, Frankfurter Straße 57 LageFlur: 5, Flurstück: 263 | Fachwerkwohnhaus, stattliche Fassade | 1731 (Inschrift)                                | 48498 DDB  |
| weitere Bilder |                                    | Großen-Linden, Frankfurter Straße 63 LageFlur: 8, Flurstück: 265 | Verputztes Fachwerkwohnhaus, ältestes Hüttenberger Tor im Landkreis Gießen | 17. Jahrhundert, 1692 (Inschrift Tor)           | 48499 DDB  |
| weitere Bilder |                                    | Großen-Linden, Frankfurter Straße 79 LageFlur: 8, Flurstück: 271/1 | Fachwerkwohnhaus, Zwerchhaus zum Hof, Fensterrahmungen, Scheune | 18. Jahrhundert                                 | 48500 DDB  |
| weitere Bilder |                                    | Großen-Linden, Frankfurter Straße 83 LageFlur: 8, Flurstück: 273/3 | Fachwerkwohnhaus, Zwerchhaus zum Hof, jüngere Toranlage | 2. Hälfte 17. Jahrhundert                       | 48501 DDB  |
| weitere Bilder | So genanntes Junkernhaus           | Großen-Linden, Junkergasse 6-8 LageFlur: 1, Flurstück: 170/2, 168/6 | Verputzter Fachwerkbau, ehemals Teil dreier Hofreiten | Spätes 15., oder frühes 16. Jahrhundert         | 48502 DDB  |
| weitere Bilder | Evangelische Kirche                | Großen-Linden, Junkergasse 7 LageFlur: 1, Flurstück: 196/1 | Zweischiffige romanische Hallenkirche aus Bruchstein-Mauerwerk, Querschiff mit Vierungsturm und rechteckigem Chorabschluss, im Westen zwei schlanke Rundtürme, Westportal mit romanischem Figurenfries | 10.–13. Jahrhundert                             | 48503 DDB  |
| weitere Bilder | Hüttenberger Tor                   | Großen-Linden, Junkergasse 22 LageFlur: 1, Flurstück: 180/2 | Hüttenberger Tor mit verputzter Fachwerkwandung | 1763 (Inschrift)                                | 48504 DDB  |
| weitere Bilder |                                    | Großen-Linden, Obergasse 3 LageFlur: 1, Flurstück: 134 | Fachwerkwohnhaus, dreiseitiger Erker, Zwerchhaus, Hoftor | 1903, Historismus, 1811 (Tor)                   | 48505 DDB  |
| weitere Bilder |                                    | Großen-Linden, Obergasse 19 LageFlur: 1, Flurstück: 129 | Verkleidetes Fachwerkwohnhaus, Hüttenberger Tor | 17. oder 18. Jahrhundert, 1813 (Tor, Inschrift) | 48506 DDB  |
| weitere Bilder | Hüttenberger Tor                   | Großen-Linden, Obergasse 30 LageFlur: 1, Flurstück: 108/1 | Hüttenberger Tor | 1801                                            | 48507 DDB  |
| weitere Bilder |                                    | Großen-Linden, Obergasse 31-31a LageFlur: 1, Flurstück: 186 | Hofreite, Fachwerkwohnhaus, Toranlage, Nebengebäude, Scheune | 18. Jahrhundert, 19. Jahrhundert (Tor)          | 48508 DDB  |
| weitere Bilder |                                    | Großen-Linden, Oberhof 15 LageFlur: 12, Flurstück: 12/2 | Direktorenvilla eines Braunsteinbergwerks im damaligen Landhausstil, Mansarddach mit Dachreiter, hölzerne Veranda, Parkanlage                                                                          | Nach 1903                                       | 48509 DDB  |
| weitere Bilder | Beamtenhaus                        | Großen-Linden, Oberhof 28-30 LageFlur: 12, Flurstück: 4/4 | Doppelwohnhaus, hohe Mansarddächer, zweigeschossiger Giebel mit Fachwerk in linkem Hausteil | Nach 1903                                       | 48510 DDB  |
| weitere Bilder | Beamtenhaus                        | Großen-Linden, Oberhof 32-34 LageFlur: 12, Flurstück: 4/3 | Doppelwohnhaus, rechte Haushälfte mit konstruktivem Fachwerk und Satteldach, linke Haushälfte mit Mansarddach und Schleppgauben sowie Seitenrisalit mit konstruktivem Fachwerk                         | Nach 1903                                       | 48511 DDB  |
| weitere Bilder | Sachgesamtheit Bauernmühle         | Großen-Linden, Ohne Anschrift LageFlur: 6, Flurstück: 235 | Umschlossenes Hofgeviert mit Fachwerkwohnhaus und Wirtschaftsgebäuden an drei Seiten | Frühes 19. Jahrhundert                          | 48476 DDB  |

### Leihgestern
| Bild           | Bezeichnung                        | Lage | Beschreibung | Bauzeit                                       | Objekt-Nr. |
| -------------- | ---------------------------------- | --- | --- | --------------------------------------------- | ---------- |
| weitere Bilder | Gesamtanlage historischer Ortskern | Leihgestern, Am Heimatmuseum 1-7, 2-4, Hauptstraße 1-47, 2-30, Kirchstraße 1-9, 37-47, 2-56, Kreuzgasse 1-31, 2-8, Rathausstraße 33-61, 2-4 Lage | |                                               | 48513 DDB  |
| weitere Bilder | Sachgesamtheit Jüdischer Friedhof  | Leihgestern Lage | Kleiner heckenumschlossener Friedhof nördlich des Ortes auf freiem Feld, wenige Grabsteine                                                                                              |                                               | 48515 DDB  |
| weitere Bilder | Bahnhof Großen-Linden              | Leihgestern, Bahnhofstraße 122 LageFlur: 4, Flurstück: 296/3                                                                                     | Langgestrecktes asymmetrisches Gebäude mit historisierenden Formen | 1886                                          | 48516 DDB  |
| weitere Bilder |                                    | Leihgestern, Hauptstraße 18 LageFlur: 1, Flurstück: 313/2                                                                                        | Fachwerkwohnhaus mit überbautem Tor | Ende 17. Jahrhundert, Anbau 19. Jahrhundert   | 48518 DDB  |
| weitere Bilder |                                    | Leihgestern, Hauptstraße 25 LageFlur: 1, Flurstück: 262/1                                                                                        | Verputztes Fachwerkwohnhaus mit überbautem Tor | 18. Jahrhundert, Anbau 19. Jahrhundert        | 48519 DDB  |
| weitere Bilder |                                    | Leihgestern, Hauptstraße 28 LageFlur: 1, Flurstück: 300                                                                                          | Hofanlage mit Fachwerkwohnhaus und Nebengebäuden |                                               | 48520 DDB  |
| weitere Bilder |                                    | Leihgestern, Hauptstraße 29 LageFlur: 1, Flurstück: 264/1                                                                                        | Verputztes Fachwerkwohnhaus | 18. Jahrhundert                               | 48521 DDB  |
| weitere Bilder |                                    | Leihgestern, Hauptstraße 42 LageFlur: 1, Flurstück: 287/1                                                                                        | Hofanlage mit verputztem Fachwerkwohnhaus, angebautem Tor und Nebengebäuden | 18./19. Jahrhundert                           | 48522 DDB  |
| weitere Bilder |                                    | Leihgestern, Hauptstraße 47 LageFlur: 1, Flurstück: 909/1                                                                                        | Hofreite mit verputztem Fachwerkwohnhaus, Hüttenberger Tor und neueren Nebengebäuden (Modernisierung bis Herbst 2015)                                                                   | 18. Jahrhundert                               | 48523 DDB  |
| weitere Bilder |                                    | Leihgestern, Kirchstraße 1 LageFlur: 1, Flurstück: 326                                                                                           | Hofanlage mit schmalem Fachwerkgebäude, versetztem Hoftor und Nebengebäuden | Ende 17. Jahrhundert                          | 48524 DDB  |
| weitere Bilder |                                    | Leihgestern, Kirchstraße 2 LageFlur: 1, Flurstück: 253/2                                                                                         | Im Giebelbereich verkleidetes Fachwerkwohnhaus mit jüngerem überbautem Tor | 17. Jahrhundert                               | 48525 DDB  |
| weitere Bilder | Hüttenberger Tor                   | Leihgestern, Kirchstraße 9 LageFlur: 1, Flurstück: 249                                                                                           | | Inschrift 1722                                | 48526 DDB  |
| weitere Bilder |                                    | Leihgestern, Kirchstraße 16 LageFlur: 1, Flurstück: 242                                                                                          | Giebelseitig verschiefertes Fachwerkwohnhaus, baulicher Akzent zur benachbarten Kirche                                                                                                  |                                               | 48527 DDB  |
| weitere Bilder | Evangelische Kirche                | Leihgestern, Friedensstraße 4, Kirchstraße 18 LageFlur: 1, Flurstück: 1/1, 233/2                                                                 | Saalkirche aus Bruchstein-Mauerwerk im Jugendstil mit zwei südlichen Quergiebeln, spätgotischer viergeschossiger Chorturm mit verschiefertem Turmhelm und vier polygonalen Wichhäuschen | 10.–13. Jahrhundert                           | 48528 DDB  |
|                |                                    | Leihgestern, Kirchstraße 34 LageFlur: 1, Flurstück: 184/4                                                                                        | Verputztes Fachwerkwohnhaus mit nicht sichtbarem Schmuckfachwerk | 17. Jahrhundert                               | 48529 DDB  |
| weitere Bilder |                                    | Leihgestern, Kirchstraße 37 LageFlur: 1, Flurstück: 157/1                                                                                        | Fachwerkwohnhaus, Quergebälk und Eckständer reich profiliert | Spätes 17. oder frühes 18. Jahrhundert        | 48530 DDB  |
| weitere Bilder |                                    | Leihgestern, Kirchstraße 39 LageFlur: 1, Flurstück: 156/1                                                                                        | Verputztes Fachwerkwohnhaus mit neuerer Toranlage | Ende 17. Jahrhundert                          | 48531 DDB  |
| weitere Bilder |                                    | Leihgestern, Kirchstraße 40 LageFlur: 1, Flurstück: 186                                                                                          | Verputztes Fachwerkwohnhaus |                                               | 48532 DDB  |
| weitere Bilder |                                    | Leihgestern, Kirchstraße 42 LageFlur: 1, Flurstück: 187/1                                                                                        | Hofreite mit Fachwerkwohnhaus mit Brüstungsfeldern und jüngerer Toranlage mit Nebengebäude                                                                                              | Frühes 18. Jahrhundert, Anbau 19. Jahrhundert | 48533 DDB  |
| weitere Bilder |                                    | Leihgestern, Kirchstraße 47 LageFlur: 1, Flurstück: 150                                                                                          | Fachwerkwohnhaus mit verschiedenen Zierformen | 19. Jahrhundert                               | 61700 DDB  |
| weitere Bilder | Hüttenberger Tor                   | Leihgestern, Kreuzgasse 4 LageFlur: 1, Flurstück: 23                                                                                             | | Inschrift 1806                                | 48534 DDB  |
| weitere Bilder |                                    | Leihgestern, Kreuzgasse 8 LageFlur: 1, Flurstück: 149                                                                                            | Verputztes Fachwerkwohnhaus |                                               | 48535 DDB  |
| weitere Bilder |                                    | Leihgestern, Kreuzgasse 17 LageFlur: 1, Flurstück: 132/2                                                                                         | Verputztes Fachwerkwohnhaus mit neuerem Torbau | 18. Jahrhundert, Anbau 19. Jahrhundert        | 48536 DDB  |
| weitere Bilder |                                    | Leihgestern, Kreuzgasse 21 LageFlur: 1, Flurstück: 130/1                                                                                         | Verputztes Fachwerkwohnhaus mit neuerem überbautem Tor | 18. Jahrhundert, Anbau 19. Jahrhundert        | 48537 DDB  |
| weitere Bilder | Keller                             | Leihgestern, Kreuzgasse o. Nr. LageFlur: 1, Flurstück: 198, 199                                                                                  | Am Südrand des historischen Dorfs gelegen, zweiteilig, tonnengewölbt, abgeschlossen mit Bruchsteinmauer                                                                                 | 18. Jahrhundert                               | 48538 DDB  |
| weitere Bilder | Wohnhaus des Ludwigshofs           | Leihgestern, Ludwigshof 2 LageFlur: 9, Flurstück: 31/1                                                                                           | Fachwerkwohnhaus mit Zwerchhaus | Um 1850                                       | 48539 DDB  |
| weitere Bilder | Sachgesamtheit Neuhof              | Leihgestern, Neuhof 6-16, 20-24, 32-38 Lage | Ehemaliger Klosterhof mit mehreren Gebäuden | 18. Jahrhundert                               | 48514 DDB  |
| weitere Bilder | Wasserhaus                         | Leihgestern, Am schwarzen Morgen (ohne Anschrift) LageFlur: 11, Flurstück: 368                                                                   | Wasserbehälter östlich des Orts | 1907                                          | 65593 DDB  |
| weitere Bilder |                                    | Leihgestern, Rathausstraße 2 LageFlur: 1, Flurstück: 336/1, 336/2                                                                                | Verputztes Fachwerkwohnhaus | 17. Jahrhundert                               | 48542 DDB  |
| weitere Bilder |                                    | Leihgestern, Rathausstraße 4 LageFlur: 1, Flurstück: 337/1                                                                                       | Fachwerkwohnhaus mit Hüttenberger Hoftor | 17. Jahrhundert, Tor 1791                     | 48543 DDB  |
| weitere Bilder | Rathaus                            | Leihgestern, Rathausstraße 18 LageFlur: 1, Flurstück: 2                                                                                          | Fachwerkwohnhaus, Museum seit 1952 | 1772                                          | 48544 DDB  |
| weitere Bilder |                                    | Leihgestern, Rathausstraße 21 LageFlur: 1, Flurstück: 357/6                                                                                      | Verputztes Fachwerkwohnhaus | 17. Jahrhundert                               | 48545 DDB  |
| weitere Bilder |                                    | Leihgestern, Rathausstraße 38 LageFlur: 1, Flurstück: 16/3                                                                                       | Verputztes Fachwerkwohnhaus mit Anbau | 17. Jahrhundert                               | 48546 DDB  |
| weitere Bilder |                                    | Leihgestern, Rathausstraße 43 LageFlur: 1, Flurstück: 53/2                                                                                       | Verputztes Fachwerkwohnhaus mit neuerem Torbau | Ende 17. Jahrhundert                          | 48547 DDB  |
| weitere Bilder | Hoftor                             | Leihgestern, Rathausstraße 45 LageFlur: 1, Flurstück: 56/1                                                                                       | Steinernes Hoftor aus Bruchstein |                                               | 48548 DDB  |
| weitere Bilder |                                    | Leihgestern, Rathausstraße 47 LageFlur: 1, Flurstück: 57                                                                                         | Fachwerkwohnhaus, seit 1836 u. a. als Gasthaus genutzt, Anbau mit Freitreppe | 1680                                          | 48549 DDB  |
| weitere Bilder |                                    | Leihgestern, Rathausstraße 49 LageFlur: 1, Flurstück: 72/1                                                                                       | Hofanlage mit Fachwerkwohnhaus, vorspringendem Hüttenberger Hoftor und Nebengebäuden | 18. Jahrhundert, Torinschrift 1837            | 48550 DDB  |
| weitere Bilder | Hüttenberger Tor                   | Leihgestern, Rathausstraße 57 LageFlur: 1, Flurstück: 77/2                                                                                       | | Inschrift 1791                                | 48551 DDB  |
| weitere Bilder | Ehemalige Schule                   | Leihgestern, Wilhelmstraße 2 LageFlur: 1, Flurstück: 387/3                                                                                       | Zweigeschossiger historisierender langgestreckter Klinkerbau mit Mittelrisalit, sieben Fensterachsen, Giebelgauben, heute von der Sparkasse genutzt                                     | 1901                                          | 48552 DDB  |

#### Ehemalige Kulturdenkmäler
| Bild           | Bezeichnung | Lage                                                     | Beschreibung                                                                                   | Bauzeit         | Daten |
| -------------- | ----------- | -------------------------------------------------------- | ---------------------------------------------------------------------------------------------- | --------------- | ----- |
| weitere Bilder |             | Leihgestern, Hauptstraße 2 LageFlur: 1, Flurstück: 325/2 | Verputztes Fachwerkwohnhaus mit Schmuckornamenten des frühen 20. Jahrhunderts, 2021 abgerissen | 17. Jahrhundert | 48517 |